# Klass
Klass (Engelstalige titel: The Class) is een Estlandse  film over pesten die werd geregisseerd door Ilmar Raag. De film werd uitgebracht op 16 maart 2007.
De moord op klasgenoten aan het einde van de film doet denken aan enkele schietincidenten op middelbare scholen in het afgelopen decennium. De film won
een prijs op het Karlovy Vary International Film Festival en Warsaw International Film Festival. Daarnaast was Klass de officiële
Estse inzending voor de 80ste Academy Award-uitreiking.

## Verhaal
De Estse tiener Joosep is het slachtoffer van pesterijen door zijn hele klas. Zijn klasgenoot Kaspar hoort bij de stoere jongens van de klas,
maar als hij het voor Joosep wil opnemen wordt ook hij het slachtoffer. Bijna dagelijks worden de twee jongens fysiek en geestelijk mishandeld,
en Kaspars vriendin wil het met hem uitmaken omdat hij het voor Joosep opneemt. De twee besluiten het probleem rigoureus op te lossen.

## Rolverdeling
- Vallo Kirs - Kaspar
- Pärt Uusberg - Joosep
- Lauri Pedaja - Anders
- Paula Solvak - Thea
- Mikk Mägi - Paul
- Riina Ries - Riina
- Joonas Paas - Toomas
- Kadi Metsla - Kati
- Triin Tenso - Kerli
- Virgo Ernits - Tiit
- Karl Sakrits - Olav